# Метт Гоффман
Метт Го́ффман (англ. Matt Hoffman; *9 січня 1972) — американський професійний велосипедист BMX.
Володіє власною компанією з виготовлення велосипедів ВМХ та комплектуючих. Входить до ВМХ команди своєї компанії «The HB Team».
Десятикратний World Vert Champion і шестикратний медаліст X Games
У 1985-му році, у 13 років, Метт вступив до гурту фрістайл ВМХ-ерів як новачок. В 16 він був наймолодшим професійним райдером у цьому виді спорту.
Популяризації BMX у США і в усьому світі сприяли серії національних змагань BS («Bicycle stunt» — «Трюк велосипедом»), організованих Меттом Гоффманом. 
У 1996 виступи членів Спортивної асоціації Хоффмана (HSA) були включені в офіційну церемонію закриття Олімпійських ігор в Атланті. 
У 2001-му році він встановив рекорд з найбільшого «air» (перебування в повітрі) на велосипеді, коли він підлетів на 26 футів і 6 дюймів над 24-футовою рампою, таким чином досягнувши 50 футів і 6 дюймів, а це майже 16 метрів над землею. Це досягнення було внесене до Книги рекордів Гіннеса 2004 року і з того часу ніхто так його й не перевершив.
Знявся у близько 20 телепередачах та фільмах присвячених екстремальним видам спорту та BMX 

## Трюки, які були виконані вперше у світі й впровадженні Меттом Хоффманом
backflip fakie — сальто назад зі сходом на «fakie» при приземленні («fakie» — їзда на ВМХ,коли у звичному положенні велосипедист їде спиною вперед)

no footed 540 — поворот на 540 градусів з відривом ніг від педалей й відведенням їх у сторони,

no handed 540 — поворот на 540 градусів з відривом рук від руля й відведенням їх у сторони,

no hander to no footer 540- перехід з «no footed» до «no handed» в одній зв'язці трюків,

no hander to can can 540 — перехід від «no handed» до «can can»(«can can» — перекидання однієї з ніг через раму велосипеда),

no hander to no footed can can 540 — перехід від «no handed» до комбінації «no footed»+«can can»,

invert 540

switch handed 540 — поворот на 540 градусів із зміною положень лівої й правої руки місцями(switch handed),

x-up 540 — поворот на 540 градусів з поворотом руля на 90 градусів відносно рами велосипеда,

double peg grab 540s — поворот на 540 градусів з утриманням двох передніх пег («пега» — ніжка, що кріпиться на осях коліс) руками,

no handed one footed 540s — «no hander to no footer 540», але з відривом лише однієї ноги.

barspin to no footer — перехід від «barspin» до «no footer» («barspin» — поворот руля на 360 відносно велосипеда),

barspin to x-up — комбінація «barspin» і «x-up»,

barspin to barspin back — комбінація «barspin» та «barspin» в зворотному напрямку,

candybar cancan-перехід від «candybar»(«candybar» — винесення ноги вперед за кермо) до «cancan»

no footed one handed candy bar

flair — сальто назад з поворотом на 180 градусів, вперше виконаний ним 1990-го року,

indian air — перехрещення ніг за сидінням в польоті,

peacock — це «double peg grab», але з відривом ніг від педалей,

pendulum,no footed seat grab x-up,no footer to no footed can can to no footer (named swing leg), та ін.